# 1959-es Formula–1 amerikai nagydíj
Az 1959-es Formula–1-es világbajnokság szezonzáró futama az amerikai nagydíj volt.

## Futam
Az utolsó futamon még Brabhamnek, Mossnak és Brooksnak maradt esélye a bajnoki címre. Az első amerikai nagydíjat a floridai Sebringben tartották. Moss indult az élről, Brabham és Harry Schell Cooperje előtt. A nagydíjon részt vett néhány helyi versenyző, köztük az indianapolisi győztes Rodger Ward is. Versenyképtelen autójával 43 másodperccel rosszabb időt futott Mossnál.
Brabham vette át a vezetést a rajtnál, de Moss hamar megelőzte és előnyt kezdett kiépíteni. Öt kör után áttétele meghibásodott és kiesett, ezután Brabham vezetett csapattársa, McLaren előtt. Cliff Allison a Ferrarival a harmadik helyről esett ki kuplunghiba miatt. Trintignant a futam végét izgalmassá tette, amikor az utolsó néhány száz méteren gyorsan zárkózott fel az időközben elsővé váló McLarenre. A francia majdnem megelőzte az új-zélandit, célba érkezésük között mindössze 0,6 másodperc telt el. Brabhamnek az utolsó körben elfogyott az üzemanyaga, de az ausztrál betolta autóját a célba. Bruce McLaren a legfiatalabb futamgyőztes lett 22 évesen, Trintignant második lett. Bár Brooks a harmadik helyen, Brabham előtt ért célba, a bajnoki címet az ausztrál nyerte.
A konstruktőri versenyt a Cooper-Climax nyerte a Ferrari és a BRM előtt.
| Helyezés | #  | Versenyző            | Csapat/Motor             | Futott körök | Idő/Kiesés oka   | Rajthely | Pontszám |
| -------- | -- | -------------------- | ------------------------ | ------------ | ---------------- | -------- | -------- |
| 1        | 9  | Bruce McLaren        | Cooper-Climax            | 42           | 2:12'35,7        | 10       | 8        |
| 2        | 6  | Maurice Trintignant  | Cooper-Climax            | 42           | + 0,6            | 5        | 6        |
| 3        | 2  | Tony Brooks          | Ferrari                  | 42           | + 3'00,9         | 4        | 4        |
| 4        | 8  | Jack Brabham         | Cooper-Climax            | 42           | + 4'57,3         | 2        | 3        |
| 5        | 10 | Innes Ireland        | Lotus-Climax             | 39           | + 3 kör          | 9        | 2        |
| 6        | 4  | Wolfgang von Trips   | Ferrari                  | 38           | Motorhiba        | 6        |          |
| 7        | 17 | Harry Blanchard      | Porsche                  | 38           | + 4 kör          | 16       |          |
| Kiesett  | 3  | Cliff Allison        | Ferrari                  | 23           | Váltó/erőátvitel | 11       |          |
| Kiesett  | 12 | Roy Salvadori        | Cooper-Maserati          | 23           | Váltó/erőátvitel | 11       |          |
| Kiesett  | 1  | Rodger Ward          | Kurtis Kraft-Offenhauser | 20           | Kuplung          | 19       |          |
| Kiesett  | 14 | Alessandro de Tomaso | Cooper-Osca              | 13           | Fékek            | 14       |          |
| Kiesett  | 5  | Phil Hill            | Ferrari                  | 8            | Kuplung          | 8        |          |
| Kiesett  | 15 | Fritz d'Orey         | Tec-Mec-Maserati         | 6            | Olajszivárgás    | 17       |          |
| Kiesett  | 7  | Stirling Moss        | Cooper-Climax            | 5            | Váltó/erőátvitel | 1        |          |
| Kiesett  | 19 | Harry Schell         | Cooper-Climax            | 5            | Kuplung          | 3        |          |
| Kiesett  | 16 | George Constantine   | Cooper-Borgward          | 5            | Túlhevülés       | 15       |          |
| Kiesett  | 11 | Alan Stacey          | Lotus-Climax             | 2            | Kuplung          | 12       |          |
| Kiesett  | 18 | Bob Said             | Connaught                | 0            | Baleset          | 13       |          |
| NI       | 22 | Phil Cade            | Maserati                 |              | Nem indult       |          |          |

## A világbajnokság végeredménye
| H   | Versenyzők          | Pont    | H   | Konstruktőrök            | Pont    |
| --- | ------------------- | ------- | --- | ------------------------ | ------- |
| 1.  | Jack Brabham        | 31 (34) | 1.  | Cooper-Climax            | 40 (53) |
| 2.  | Tony Brooks         | 27      | 2.  | Ferrari                  | 32 (38) |
| 3.  | Stirling Moss       | 25,5    | 3.  | BRM                      | 18      |
| 4.  | Phil Hill           | 20      | 4.  | Lotus-Climax             | 5       |
| 5.  | Maurice Trintignant | 19      | 5.  | Aston Martin             | 0       |
| 6.  | Bruce McLaren       | 16,5    | 6.  | Cooper-Maserati          | 0       |
| 7.  | Dan Gurney          | 13      | 7.  | Epperly-Offenhauser      | 0       |
| 8.  | Joakim Bonnier      | 10      | 8.  | Kurtis Kraft-Offenhauser | 0       |
| 9.  | Masten Gregory      | 10      | 9.  | Porsche                  | 0       |
| 10. | Rodger Ward         | 8       | 10. | Maserati                 | 0       |

(A teljes lista)

### Statisztikák
Vezető helyen:
- Stirling Moss: 5 kör (1-5)
- Jack Brabham: 36 kör (6-41)
- Bruce McLaren: 1 kör (42)
- Bruce McLaren 1. győzelme, Stirling Moss 11. pole-pozíciója, Maurice Trintignant egyetlen leggyorsabb köre.
- Cooper 7. győzelme.